# Austrohúngaro (sello)
Austrohúngaro es un sello discográfico con sede en Barcelona (España). Fundado por Manolo Martínez y Genís Segarra, integrantes del grupo musical Astrud, su actividad editorial comenzó en 2000. Hasta 2017 han editado 41 referencias.

## Historia

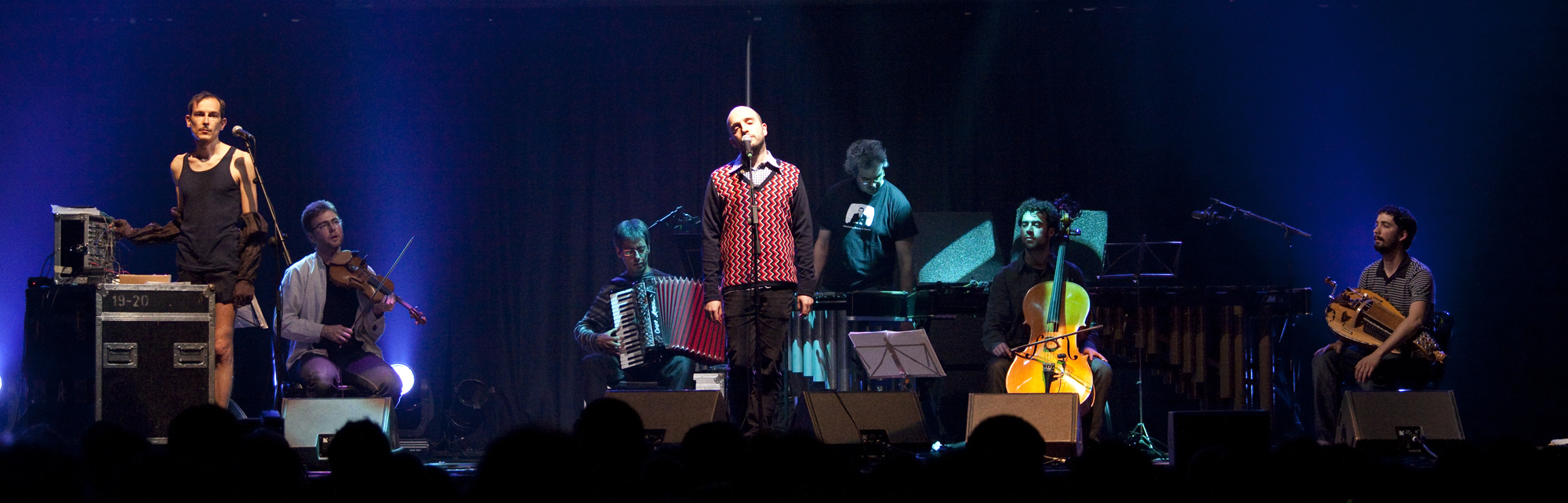
Genis Segarra (izda.) y Manolo Martínez (centro), integrantes de Astrud y fundadores de Austrohúngaro, junto a los miembros de Col·lectiu Brossa.

Adoptando como talismán la palabra fetiche del director de cine Luis García Berlanga, Austrohúngaro nace en 1997 organizando fiestas (denominadas "Sonajero" una alternativa al Festival Sónar), conciertos y editando maquetas. En la primavera de 2000 Manolo Martinez y Genís Segarra fundan oficialmente Austrohúngaro como sello discográfico al que posteriormente se incorporó Carlos Ballesteros. La intención es disponer de una plataforma para editar sus propios discos, dar salida a sus proyectos paralelos, o publicar discos de grupos afines a la filosofía del sello: intención pop, irreverencia, humor y música electrónica.  

"Nosotros sólo organizamos la logística, no la creatividad de la gente. Si fuéramos muy valientes, dejaríamos de sacar discos y lo colgaríamos todo en Internet. Pero no tenemos mentalidad de negocio y sentimentalmente somos antiguos. Nos gustan los productos que tienen portada y libreto. Así es que somos un sello en la peor época para ser un sello y sacamos discos cuando nadie los compra".
Genís Segarra y Carlos Ballesteros sobre Austrohúngaro (2007) 

Desde entonces Austrohúngaro ha editado discos y sencillos de los grupos y solistas Chico y Chica, Hidrogenesse (proyecto paralelo de Genís), Mano de Santo, Feria (ex-Biscuits Salés), Alma-X, Espanto, Hello Cuca y Lidia Damunt, AlfaCrepus (proyecto formado por Fernando Alfaro y Joe Crepúsculo) y Dúo Tata. También editó en 2003 la banda sonora de la obra del videoartista Carles Congost Un mystique determinado.

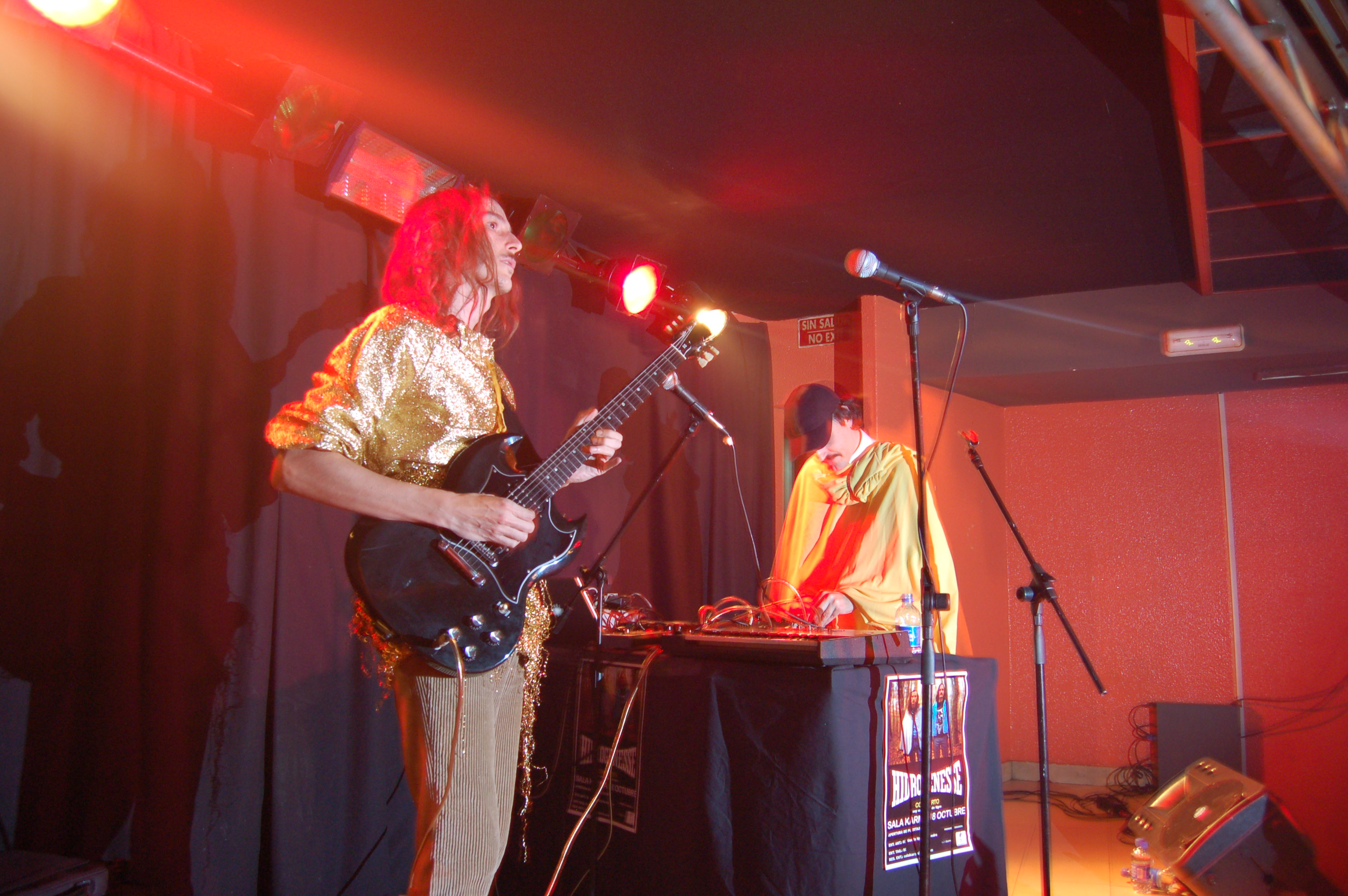
Hidrogenesse (Genís Segarra -izda.- y Carlos Ballesteros -dcha.-) uno de los grupos referencia del sello.

Además en su trayectoria destaca la edición de recopilatorios como Lujo y Miseria, compilación de grupos del sello editada originalmente en 1997 por el sello Acuarela e Indicios, segundo disco en solitario de Carlos Berlanga editado originalmente en 1994 por el sello Compadres.
Una de sus últimas iniciativas ha sido la edición de una colección de mini-vinilos, llamados Golden Greats, donde artistas invitados hacen versiones o colaboraciones con canciones escritas por otros artistas. Hasta 2018 se han editado nueve referencias de esta colección contando con la participación de los grupos Single, Dúo Tata, Hidrogenesse, Chico y Chica, Doble Pletina, Espanto y Lidia Damunt.

## Discografía
- AH001 - Chico y Chica - No Me Preguntes La Hora (CD, Single)
- AH002 - Austrohúngaro - Estafa (CD, Single)
- AH003 - Hidrogenesse - Eres PC, Eres Mac (CD, EP)
- AH004 - Chico y Chica - Sí (CD, Álbum)
- AH005 - Hidrogenesse - Gimnàstica Passiva (CD, Álbum)
- AH006 - Mano De Santo - El Folklore De Cada Uno (CD, Álbum)
- AH007 - Carlos Berlanga - Indicios (CD, Álbum)
- AH008 - Alma-X - Impacto (CD, Álbum)
- AH009 - Austrohúngaro - Un Mystique Determinado (Canciones de Manolo y Genís para un video de Carles Congost) (CD, Álbum)
- AH010 - Chico y Chica - Status (CD, Álbum)
- AH011 - Feria - Feria (CD, Álbum)
- AH012 - Varios Artistas - Lujo y Miseria. Edición 1900 (2xCD)
- AH013 - Mano De Santo - Hurra Y Aleluya (CD, Álbum)
- AH014 - Hidrogenesse - Animalitos (CD, Álbum)
- AH015 - Chico y Chica - Bomba Latina (CD, EP)
- AH016 - Hidrogenesse - Bestiola (CD, Álbum)
- AH017 - Hello Cuca - Esplendor en la arena [2009-1997] 33 canciones bajo el sol (CD, Álbum)
- AH018 - Hidrogenesse versus The Hidden Cameras - Hidrogenesse versus The Hidden Cameras (CD/12", EP)
- AH019 - Espanto - Ísimos y Érrimos (12", Álbum doble)
- AH020 - Espanto - Errísimos (CDr Ed. Limitada, Álbum)
- AH021 - Hidrogenesse - Moix (Single digital)
- AH022 - Chico y Chica - La Joven Investigadora (Single digital)
- AH023 - Single / Hidrogenesse - Llévame a dormir/Vamos a Casarnos (vinilo 7". Golden Greats #1)
- AH024 - Lidia Damunt - Vigila el fuego (LP/CD)
- AH025 - Hidrogenesse - Un dígito binario dudoso. Recital para Alan Turing (CD)
- AH026 - Chico y Chica - Los Estudiosos (CD)
- AH027 - Chico y Chica - Rapsodia de los estudiosos (álbum digital)
- AH028 - Espanto - Rock'n Roll (LP/CD)
- AH029 - Alfacrepus - I (EP Digital)
- AH030 - Duo Tata - Souvernirs de Paris (vinilo 7". Golden Greats #2)
- AH031 - Hidrogenesse - Hidroboy (Flexi-disc. Golden Greats #3)
- AH032 - Chico y Chica - Arcoiris (Álbum Digital)
- AH033 - Chico y Chica - Findelmundo (vinilo 7". Golden Greats #4)
- AH034 - Hidrogenesse - Roma (CD, vinilo)
- AH035 - Hidrogenesse - Most (CD)
- AH036 - Hidrogenesse - Siglo XIX (single)
- AH037 - Hidrogenesse / Single - No hay nada más triste que lo tuyo (vinilo 7". Golden Greats #5)
- AH038 - Chico y Chica - Notario (Cuaderno de apreciaciones de Raquel, la sensación de Calisto) (CD)
- AH039 - Espanto - Fruta y verdura (CD, vinilo)
- AH040 - Hidrogenesse versus Doble Pletina - Nada (vinilo 7", single. Golden Greats #6)
- AH041 - Lidia Damunt - Telepatía (vinilo 10")
- AH042 - Hidrogenesse - Animalitos (vinilo
- AH043 - Chico y Chica - Un, Dos, Tres, Orgasmo (vinilo 7", single. Golden Greats #7)
- AH044 - Espanto - Tres canciones nuevas (vinilo 7", single. Golden Greats #8)
- AH046 - Lidia Damunt - El túnel (vinilo 7". Golden Greats #9)